# Manuels de terrain de l'US Army

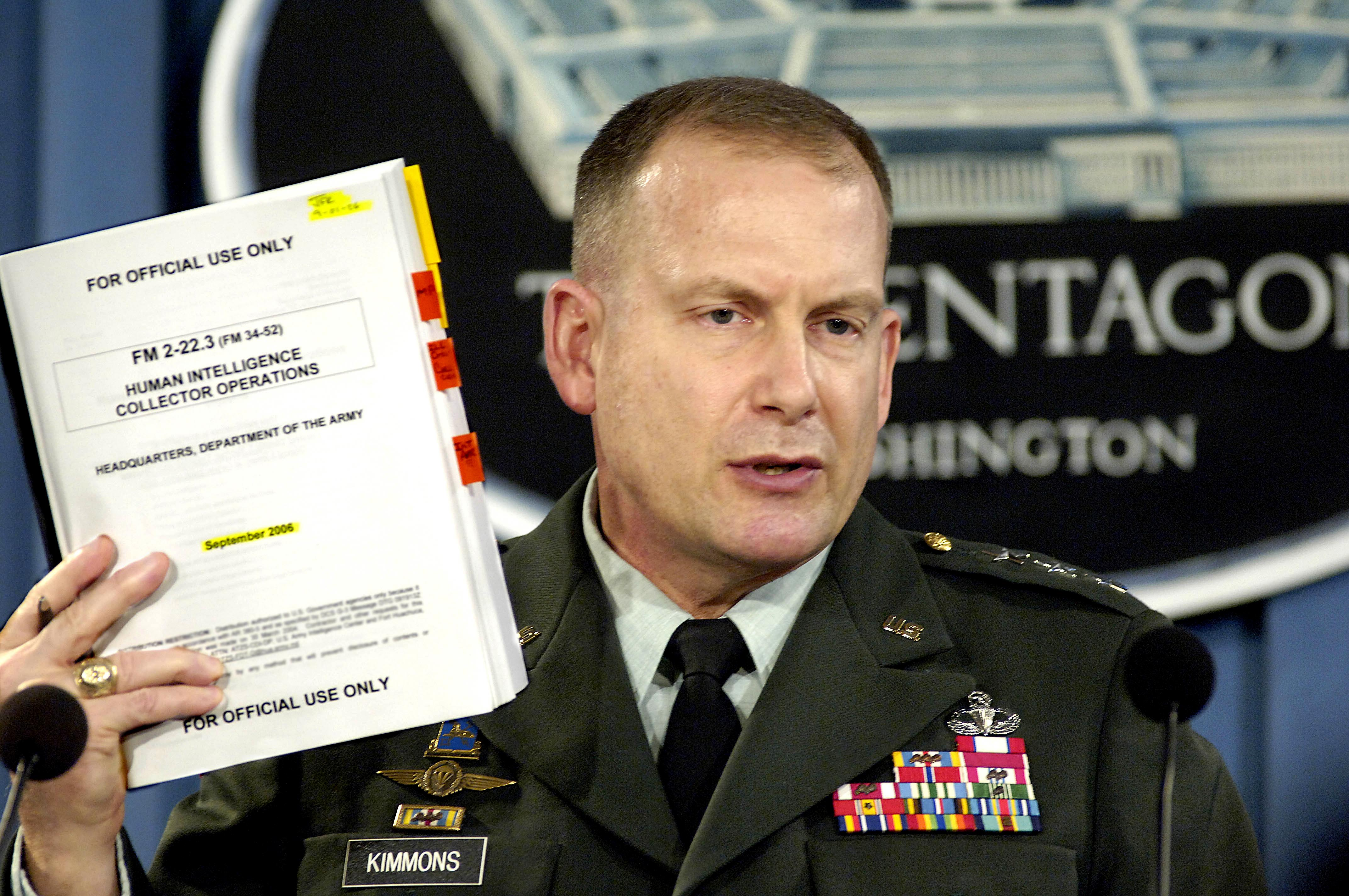
Le lieutenant-général de l'armée des États-Unis John Kimmons avec une copie du manuel de campagne de l'Armée, FM 2-22.3, Opérations du collecteur du renseignement humain, en 2006.

Les Manuels de terrain de l'armée américaine (US Army Field Manuals ou FM) sont publiés par la direction des publications de l'armée américaine. Au 27 juillet 2007, quelque 542 manuels de terrain étaient utilisés. Ils contiennent des informations détaillées et des tutoriels pour les procédures importantes à destination des soldats qui servent dans le domaine. À partir de 2010, l'armée américaine a commencé l'examen et la révision de toutes ses publications doctrinales, dans le cadre de l'initiative « Doctrine 2015 ». Depuis lors, la doctrine la plus importante a été publiée dans Army Doctrine Publications (ADP) et Army Doctrine Reference Publications (ADRP), remplaçant les anciens manuels de terrain. Les publications sur les techniques de l'Armée (ATP), les circulaires de formation de l'Armée (TC) et les manuels techniques de l'Armée (TM) complètent la nouvelle série de publications doctrinales. Tous les FM ne sont pas annulés; 50 manuels de terrain sélectionnés continueront d'être publiés, revus et révisés périodiquement. Ils sont généralement accessibles au public à faible coût ou gratuitement par voie électronique. De nombreux sites Web ont commencé à collecter des versions PDF des manuels de campagne de l'armée, des manuels techniques et des manuels d'armes.

## Utilisation des manuels de terrain
De nombreux manuels de terrain sont du domaine public et intéressent le grand public. Surtout ceux qui concernent les compétences de survie (par exemple les survivalistes, les voyageurs aventureux, les victimes de catastrophes naturelles). Les US Field Manuals peuvent être une ressource précieuse.

## Wikification des manuels de terrain
Selon le New York Times (14 août 2009), l'armée a commencé à « wikifier » certains manuels de terrain, permettant ainsi à tout utilisateur autorisé de les mettre à jour. Ce processus, utilisant spécifiquement la partie MediaWiki de l'application de réseautage professionnel militaire milSuite (en), a été reconnu par la Maison-Blanche comme une initiative de gouvernement ouvert en 2010.

## Quelques manuels de terrain
- FM 6-22 Développement des leaders[5], Les principes du développement des leaders de l'armée fournissent les principes essentiels qui ont permis à l'armée de réussir à développer ses leaders.
- FM 1 - Armée de terre (voir manuel A) : établit les principes fondamentaux de l'emploi de la force terrestre. Avec le FM 3-0, ils forment les « deux manuels doctrinaux de l'armée de terre »[6].
- FM 3–0 - Opérations (voir manuel B) : le guide des opérations expose les principes fondamentaux de la guerre pour les générations futures et actuelles de recrues[1].
- FM 3-05.70 Manuel de survie de l'armée américaine[7]. Utilisé pour entraîner aux techniques de survie (anciennement FM 21-76).
- FM 3-0.5.130 - Forces d'opérations spéciales de l'Armée - Guerre non conventionnelle. Établit la doctrine clé pour les opérations des forces d'opérations spéciales de l'armée (ARSOF) dans les guerres non conventionnelles.
- FM 5–31, Boobytraps[8]. Décrit comment des charges et des matériaux de démolition réguliers peuvent être utilisés pour piéger l'ennemi. Ce manuel n'est plus actif, mais est toujours fréquemment référencé.
- FM 3–21.8, Peloton et escouade de fusiliers d'infanterie[9].
- FM 3-24, Guerrilla et contre-guerilla[10]. Publié en mai 2014.
- FM 34-52, interrogation du renseignement. Utilisé pour former les interrogateurs de la CIA à mener des interrogatoires efficaces tout en se conformant au droit américain et international. Mis à jour en décembre 2005 pour inclure une section classifiée dix pages à la suite du scandale de la torture et des mauvais traitements infligés aux prisonniers à Abu Ghraib. Remplacé en septembre 2006 par FM 2-22.3, Human Intelligence Collector Operations.
- FM 3-21.20[11]. Couvre le test de condition physique de l'armée (APFT).
- FM 27-10[12] (1956). Pierre angulaire des règles de la guerre pour l'armée américaine. Ce manuel a été modifié pour la dernière fois en 1976 et est toujours utilisé par l'armée américaine aujourd'hui.
- FM 3–25.150 (Combatives).
- FM 3–22.5 (exercice et cérémonies).

## Manuels complémentaires
A. Headquarters, Department of the Army, FM 1, The Army, Washington, DC, GPO, 14 juin 2005 (OCLC 72695749).
B. Headquarters, Department of the Army, FM 3–0, Operations, Washington, DC, GPO, 14 juin 2001 (OCLC 50597897)
Part A: Begin – Chapter 4 (lire en ligne [PDF]).
Part B: Chapter 5 – Chapter 9 (lire en ligne [PDF]).
Part C: Chapter 10 – End (lire en ligne [PDF]).